# Microrégion de São José do Rio Preto
La microrégion de São José do Rio Preto est l'une des huit microrégions qui subdivisent la mésorégion de São José do Rio Preto de l'État de São Paulo au Brésil.
Elle comporte 29 municipalités qui regroupaient 760 615 habitants en 2006 pour une superficie totale de 10 397 km².

## Municipalités[1]
- Adolfo
- Altair
- Bady Bassitt
- Bálsamo
- Cedral
- Guapiaçu
- Guaraci
- Ibirá
- Icém
- Ipiguá
- Jaci
- José Bonifácio
- Mendonça
- Mirassol
- Mirassolândia
- Nova Aliança
- Nova Granada
- Olímpia
- Onda Verde
- Orindiúva
- Palestina
- Paulo de Faria
- Planalto
- Potirendaba
- São José do Rio Preto
- Tanabi
- Ubarana
- Uchoa
- Zacarias